# Novaeratitae
Novaeratitae é um clado que foi originalmente criado para agrupar os ancestrais comuns recentes das ordens Casuariiformes (emas e casuares) e Apterygiformes (kiwis). Recentemente foi determinado que as aves-elefantes da ordem extinta Aepyornithiformes são os "primos" mais próximos dos kiwis, e, portanto, fazem parte deste grupo.